# 赞斯系列
赞斯系列是美国作家皮尔斯·安东尼所作的系列幻想小说。

## 历史
1977年，皮尔斯·安东尼出版了赞斯系列的第一部作品《宾克的魔法》（A Spell for Chameleon）。他当时的计划是要写一个三部曲。但三部曲完成之后安东尼并未收手，而是将这个系列扩展到了9部作品。而9部作品之后，赞斯系列的爱好者们强烈要求作者继续写下去，于是现在赞斯系列已经有了27部作品，而第28部已经在写作之中了。在一次访谈中，安东尼表示只要他还能写，就不会让赞斯结束，因为赞斯系列是出版商唯一希望出版的他的作品。
赞斯（Xanth）听上去很像皮尔斯·安东尼的名字中的一个音节（"Pier-XANTH-Ony"）的谐音，但安东尼表示这只是一个巧合，他自己也是在赞斯系列出版后数年才意识到这一巧合的。